# モンロー郡 (アラバマ州)
モンロー郡（英: Monroe County）は、アメリカ合衆国アラバマ州の南部に位置する郡である。2010年国勢調査での人口は23,068人であり、2000年の24,324人から5.2%減少した。郡庁所在地はモンロービル市（人口6,519人）であり、同郡で人口最大の都市でもある。郡名は第5代アメリカ合衆国大統領ジェームズ・モンローに因んで名付けられた。モンロー郡は基本的にアルコール飲料の販売が禁止されている「ドライ郡」（禁酒郡）である。

## 歴史
モンロー郡となった地域には4千年前から様々な原住民文化があった。歴史に残る時代になると主にクリーク族インディアンの領土となり、ヨーロッパ系アメリカ人は彼等をアメリカ合衆国南東部に住む文明化五部族の一つとして認識した。
モンロー郡はは1815年6月29日に、ヨーロッパ系アメリカ人によって設立された。アラバマが州に昇格する以前のことだった。当初の開拓者はイギリス人の子孫であり、バージニア州、ジョージア州および両カロライナ州から来ていた。アッパー・クリーク族ウィンド・クランの著名な酋長レッド・イーグル（ウィリアム・ウェザーフォードとも呼ばれた）が、クリーク戦争（1813年-1814年）の後でこの地に入り、プランテーションを造り上げた。レッド・イーグルはクリーク族とヨーロッパ人の血を引いており、資産である奴隷を農園主や馬の飼育者に育てた。クリーク族員の大半は、1830年代にアラバマからインディアン準州（現在のオクラホマ州）に移住させられた。その後に入ってきたヨーロッパ系アメリカ人は、奴隷労働者を連れてくるか、土地を取得した後に奴隷を購入した。
郡庁所在地であるモンロービルは、20世紀の著名な作家、トルーマン・カポーティとハーパー・リーが子供時代を過ごした町だった。小説家マーク・チルドレスとジャーナリストのシンシア・タッカーもモンロー郡の出身である。1997年、アラバマ州議会はモンロービルとモンロー郡を「アラバマ州の文学首都」に指定した。
1979年のハリケーン・フレデリックと2004年のハリケーン・アイバンの2回、モンロー郡は災害被災地域を宣言された。

## 地理
アメリカ合衆国国勢調査局に拠れば、郡域全面積は1,034.53|平方マイル (2,679.4 km2)であり、このうち陸地1,025.85平方マイル (2,656.9 km2)、水域は8.67平方マイル (22.5 km2)で水域率は0.84%である。

### 主要高規格道路
- アメリカ国道84号線
- アラバマ州道21号線
- アラバマ州道41号線
- アラバマ州道47号線
- アラバマ州道59号線

### 隣接する郡
- ウィルコックス郡 - 北
- バトラー郡 - 東 - 北東
- カネッカー郡 - 東
- エスカンビア郡 - 南東
- ボールドウィン郡 - 南西
- クラーク郡 - 西

## 人口動態
以下は2000年の国勢調査による人口統計データである。
| 基礎データ - 人口: 24,324人 - 世帯数: 9,383 世帯 - 家族数: 6,774 家族 - 人口密度: 9人/km2（24人/mi2） - 住居数: 11,343軒 - 住居密度: 4軒/km2（11軒/mi2） 人種別人口構成（ ）内は2010年データ - 白人: 57.75% (55.1%) - アフリカン・アメリカン: 40.07% (41.7%) - ネイティブ・アメリカン: 0.97% (1.1%) - アジア人: 0.29% (0.3%) - 太平洋諸島系: 0.01% (0.0%) - その他の人種: 0.13% - 混血: 0.79% (1.4%) - ヒスパニック・ラテン系: 0.78% (1.0%) | 年齢別人口構成 - 18歳未満: 28.3% - 18-24歳: 8.6% - 25-44歳: 26.8% - 45-64歳: 22.5% - 65歳以上: 13.8% - 年齢の中央値: 35歳 - 性比（女性100人あたり男性の人口） - 総人口: 90.8 - 18歳以上: 86.4 世帯と家族（対世帯数） - 18歳未満の子供がいる: 35.6% - 結婚・同居している夫婦: 52.3% - 未婚・離婚・死別女性が世帯主: 16.1% - 非家族世帯: 27.8% - 単身世帯: 25.7% - 65歳以上の老人1人暮らし: 11.1% - 平均構成人数 - 世帯: 2.57人 - 家族: 3.09人 | 収入と家計 - 収入の中央値 - 世帯: 29,093米ドル - 家族: 34,569米ドル - 性別 - 男性: 31,096米ドル - 女性: 18,767米ドル - 人口1人あたり収入: 14,862米ドル - 貧困線以下 - 対人口: 21.3% - 対家族数: 18.2% - 18歳未満: 27.0% - 65歳以上: 21.4% |

## 都市と町

### 都市
- モンロービル - 郡庁所在地

### 町
- ベアトリス
- エクセル
- フリスコシティ
- ブリーデンバーグ

### 未編入の町
- ブエナビスタ
- バーントコーン
- メクシャ
- オールドセイラム
- パーデューヒル
- ピーターマン
- タネルスプリングス
- ユリア

## 見どころ
郡内には、アラバマ川博物館、モンロー郡歴史遺産博物館、郡庁舎博物館があり、特に郡庁舎博物館では毎年『アラバマ物語』の劇公演がある。他にクロード・ケリー州立公園もある。